# Копилов Федір Іванович
Федір Іванович Копилов (1910, місто Бежиця Брянського повіту Орловської губернії, тепер Брянської області, Російська Федерація — грудень 1979, місто Бєлгород, тепер Російська Федерація) — радянський діяч органів держбезпеки, голова КДБ при Раді міністрів Азербайджанської РСР, полковник. Депутат Верховної ради СРСР 4—5-го скликань.

## Біографія
Народився в родині начальника пожежної команди. У 1928 році закінчив школу 2-го ступеня в Бежиці.
У січні 1928 — вересні 1931 року — токар машинобудівного заводу «Красный профинтерн» у Бежиці.
У 1931 році закінчив два курси Бежицького машинобудівного інституту. З вересня 1931 до червня 1932 року навчався в Інституті прискореної підготовки при Ленінградському гірничому інституті.
Член ВКП(б) з квітня 1932 року.
У червні — листопаді 1932 року — інженер з механічного буріння геологорозвідувальної бази в Караганді.
У листопаді 1932 — грудні 1934 року — в Червоній армії: курсант однорічник, командир взводу 40-го артилерійського полку 40-ї стрілецької дивізії Особливої Червонопрапорної Далекосхідної армії.
У січні — березні 1935 року — технічний інструктор машинобудівного заводу «Красный профинтерн» у Бежиці.
У березні 1935 — листопаді 1937 року — інженер з механічного буріння Азово-Чорноморського геологорозвідувального тресту в Ростові-на-Дону.
У листопаді 1937 — листопаді 1939 року — технічний керівник, голова правління фабрики «20 лет Октября» в Ростові-на-Дону.
У листопаді 1939 — червні 1941 року — інструктор, завідувач паливно-енергетичного і промислово-транспортного секторів відділу кадрів Ростовського обласного комітету ВКП(б).
У червні 1941 — березні 1942 року — відповідальний секретар партійного бюро 870-го окремого гаубичного артилерійського полку Південного фронту. У березні 1942 року був поранений, перебував до березня 1943 року на лікуванні в евакогоспіталі № 3262 в містах Кисловодськ, Баку, Астрахань. У березні 1943 — квітні 1944 року — заступник начальника евакогоспіталю № 2102 з політчастини в місті Сталінграді. У квітні 1944 — листопаді 1945 року — старший інструктор політичного відділу розподевакопункту № 31 2-го, 3-го та 4-го Українських фронтів.
У грудні 1945 — травні 1947 року — контролер при Комісії партійного контролю при ЦК ВКП(б) у Ростові-на-Дону.
У травні 1947 — вересні 1948 року — 2-й секретар Сталінського районного комітету ВКП(б) міста Ростова-на-Дону.
У вересні 1948 — березні 1949 року — заступник начальника відділу кадрів Управління МДБ по Кримській області.
У березні 1949 — серпні 1950 року — заступник начальника відділу кадрів Управління МДБ по Ростовській області.
У серпні 1950 — квітні 1952 року — заступник начальника Управління МДБ по Курській області із кадрів. У квітні — жовтні 1952 року — заступник начальника Управління МДБ по Курській області.
14 жовтня 1952 — 16 березня 1953 року — начальник Управління МДБ по Курській області.
16 березня 1953 — 24 березня 1954 року — начальник Управління МВС по Курській області.
24 березня 1954 — 9 жовтня 1956 року — начальник Управління КДБ при РМ СРСР по Курській області.
У жовтні 1956 — 27 серпня 1959 року — голова КДБ при Раді міністрів Азербайджанської РСР.
8 грудня 1959 — травень 1965 року — заступник начальника Управління КДБ при РМ СРСР по Бєлгородській області.
З травня 1965 до січня 1966 року — на пенсії в Бєлгороді. З лютого до березня 1966 року працював інженером відділу техніки безпеки Бєлгородського котлобудівного заводу.
У березні 1966 — січні 1973 року — заступник керуючого Бєлгородського обласного дорожньо-будівельного тресту. З січня до березня 1973 року — начальник технічного відділу, заступник начальника Бєлгородського обласного виробничого управління будівництва та експлуатації автомобільних шляхів. З березня 1973 до листопада 1977 року — на пенсії в Бєлгороді. З листопада 1977 до грудня 1979 року — інженер Бєлгородського обласного виробничого управління будівництва та експлуатації автомобільних шляхів.
Помер у грудні 1979 року в місті Бєлгороді.

## Звання
- майор
- капітан
- підполковник
- полковник (1952)

## Нагороди
- орден Вітчизняної війни ІІ ст. (1945)
- орден Червоної Зірки (1945)
- 13 медалей